# Doydixodon
Doydixodon is een geslacht van straalvinnige vissen uit de familie van loodsbaarzen (Kyphosidae).